# Осипов, Иван Васильевич
Иван Васильевич Осипов (21 мая 1905, село Шугурово — 20 февраля 1963, Саранск) — мордовский советский партийный и профсоюзный деятель, депутат Верховного Совета СССР 2-го, 3-го и 4-го созывов (1946—1958).

## Биография
Родился 21 мая 1905 года в крестьянской семье в селе Шугурово. По национальности эрзя. С 1914 по 1917 год учился в сельской Шугуровской школе, а летом работал пастухом. С 1919 по 1929 год он работал пастухом сельского общества. В 1929—1931 годах работал лесником Симкинского учлеспромхоза. С 1932 председатель колхоза имени Качанова Большеберезниковского района; заведующий отделом кадров Дубёнского районного земельного отдела.
С 1934 по 1938 год учился в Мордовской высшей коммунистической сельскохозяйственной школе.
В 1938—1940 годах — 1-й секретарь Саранского городского комитета ВКП(б). В 1940—1943 годах — 1-й секретарь Краснослободского районного комитета ВКП(б) Мордовской АССР. В 1943—1944 годах — заместитель заведующего отделом кадров Мордовского областного комитета ВКП(б).
В 1944—1950 годах — 1-й секретарь Ардатовского районного комитета ВКП(б) Мордовской АССР. В 1950 году — 1-й секретарь Саранского городского комитета ВКП(б)
В 1951—1952 годах — 2-й секретарь Мордовского областного комитета ВКП(б). В 1952—1954 годах — 1-й секретарь Саранского городского комитета КПСС.
В 1954—1962 годах — председатель Мордовского областного совета профсоюзов.
Избирался депутатом Совета Союза Верховного Совета СССР 2-го, Совета Национальностей Верховного Совета СССР 3-го и 4-го созывов от Мордовской АССР и депутатом Верховного Совета Мордовской АССР в 1959 и 1963 годах.
Скончался 20 февраля 1963 года, похоронен в Саранске.

## Награды
И. В. Осипов был награждён орденом Ленина, «Знак Почета», медалями «За доблестный труд в Великой Отечественной войне 1941—1945 гг.».